# Darashouri
Darashouri är en hästras som härstammar från Farsprovinsen i Iran. Darashourihästar är lättare ridhästar som är kända för sitt intelligenta och vänliga sätt. Darashourin har utvecklats ur den persiska araben och har en tydligt arabisk exteriör med atletisk smal kropp och ädla drag. Darashourin kallas också Shirazi.

## Historia
Den persiska araben har precis som det arabiska fullblodet funnits i det gamla Persien i ca 2000 år och uppstod genom de olika klimaten och tillvägagångssätten i aveln hos olika stammar i öknarna i Asien. Genom selektiv avel fick de olika stammarna fram de egenskaper som var önskade hos just sitt folk.
Darashourin utvecklades ur de persiska araberna i Farsprovinsen och troligtvis genom inkorsningar av andra ökenhästar. Darashourin har dokumenterats i Iran i över 1500 år tillsammans med sin släkting, den kurdiska Jafhästen, som också utvecklats ur den persiska araben.

## Egenskaper
Darashourin har typiska arabiska drag och ökenhästarnas uthållighet och sundhet. Kroppen är lätt och påminner mycket om det arabiska fullblodet med en lätt och smal kropp, lätt böjd nacke och inåtbuktande nosprofil. Hårremmen är tunn men silkeslen och hästarna innehar en väldigt god galoppförmåga, vilket även gjort hästarna populära inom galoppsporten i landet.
Hästarna är ca 150-155 cm i mankhöjd och oftast fux, brun eller skimmel. Även svarta hästar föds men är ganska ovanligt.